# Сато, Садао (врач)
Сада́о Сато (1946) — японский доктор, стоматолог-ортодонт, автор книги и публикаций по ортодонтии, разработчик методики лечения аномалий прикуса с помощью многопетлевой дуги.

## Биография
Садао Сата в 1971 году окончил стоматологический университет Канагавы как доктор стоматологической хирургии, остался обучаться в аспирантуре на кафедре университета.
В 1979 году получил высшую ученую степень и стал доцентом кафедры ортодонтии при университете Канагавы.
В 1989 стал адъюнкт-профессором кафедры ортодонтии университета Канагавы.
С 1991 по 2001 год занимал должность президента Японского общества специалистов в области применения многопетлевой методики (MEAW).
В 1992 доктор вступает в общество ортодонтов им. Энгля и пребывает его членом до настоящего времени.
В 1996 году занимает должность профессора кафедры ортодонтии стоматологического университета Канагавы.
В 2010 становится деканом по научной работе в том же университете.
С 2014 по настоящий момент также является главой научно-исследовательского института окклюзионной медицины при стоматологическом университета Канагавы.
На протяжении 10 лет профессор преподает слушателям Венской школы междисциплинарной стоматологии.

## Достижения
Садао Сата является разработчиком методики лечения аномалий прикуса с использованием многопетлевой проволоки с прямоугольным сечением (концепции окклюзионной плоскости).

## Публикации
- Садао Сато, Сусуму Акимото , Кенмоти Фусима и Минору Исии, «Лечение неправильного прикуса с учетом функции височно-нижнечелюстного сустава», Tokyo Clinical Publishing , 1995. CiNii БН12690466
- Садао Сато, Сусуму Акимото , Дзюн Мацумото , Акиёси Хакукадзу , Дзюнзо Ёсида, под редакцией Садао Сато, «Ортодонтическое лечение с использованием MEAW: Практическое клиническое руководство по технике MEAW», Daiichi Dental Publishing , 10 ноября 2001 г. ISBN 4924858307
- Д.Ройш, П.Г.Ленце, Х.Фишер, «Реконструкция функциональной окклюзии», под руководством С.Кулмера, перевод Садао Сато , Масакичи Кишимото , Quintessence Publishing , 10 июля 2005 г. ISBN 978-4-87417-804-1
- Садао Сато, Сусуму Акимото , Акиёси Хакукадзу , Мицуёси Кубота , Дзюн Мацумото , Кеничи Сасагури , Кацудзи Тамаки , Масааки Канеко , под редакцией Садао Сато, «Ортодонтическое лечение с использованием MEAW II Advanced Edition», Daiichi Dental Publishing , 25 ноября 2005 г. День. ISBN 978-4924858428 .
- Садао Сато (ред.), Профилактическое окклюзионное лечение в период развития , Tokyo Clinical Publishing , 15 апреля 2007 г. ISBN 9784887000483 .
- Перевод Э. Пислингера, «Протезирование для врачей: стоматологическое лечение с учетом диагностики функции и дисфункции челюсти» Садао Сато, Тацуя Исикава , Сатоши Аоки , Макото Ватанабэ , Минору Тойота , Quintessence Publishing , 10 июня 2007 г. ISBN 978-4-87417-955-0 .
- Садао Сато, «Часть I, общая глава 4, окклюзия I, введение в окклюзию/II, нормальная окклюзия», под редакцией Сомы, Кунимичи , Ииды, Дзюнъитиро , Ямамото, Теруко и др., «Ортодонтия» (5-е издание), Ishiyaku Publishing , март 2008 г. 25-е. ISBN 978-4-263-45615-6 .
- Акиёси Хакуказу , Садао Сато, «Ортодонтическое лечение с использованием MEAW для начинающих», Daiichi Dental Publishing , 10 ноября 2008 г. ISBN 978-4924858503 .
- Сато, Садао, Тамаки, Кацудзи и Сакакибара, Кодзи (ред. ), «Клинический бруксизм: причины его возникновения и клинические реакции», Quintessence Publishing , 10 февраля 2009 г. ISBN 978-4-7812-0059-0 .